# Локомотиви БДЖ серия 36.00
Локомотивите серия 36.00 са най-новите и модерни бързоходни тендерни локомотиви в нашите железници. Предназначени са за обслужване на бързи и пътнически влакове на къси разстояния. Особено подходящи са за там, където поради липса на съоръжения за обръщане локомотива се налага да измине едната посока на заден ход. Строени са в германската локомотивна фабрика „Fr. Krupp“ – Essen през 1931 г.
През 1962 г. всички локомотиви са приведени на смесено мазутно-въглищно горене. Оборудвани са с двустъпална въздушна помпа, монтирана е и автоматична и допълнителна въздушна спирачка, имат и ръчна спирачка. Всички колооси са спирателни, с изключение на предната свободна. Впоследствие е демонтирана и спирачката на задната свободна колоос. Ръчната спирачка действа на същата лостова система, респективно на същите колооси. Поради симетричността на ходовата си част локомотивът е в състояние да се движи и на преден и заден ход с конструктивната си скорост.
През време на експлоатацията си са показали много добри качества: бързо ускорение, спокоен ход при пътуване и др. Основният им недостатък са ограничените запаси от въглища и вода и от там невъзможност за обслужване на влакове на по-дълги разстояния (по-голям технически престой).
След навлизането на дизеловата и електрическата тяга остават в резерв, а през 80-те години са бракувани и първите машини от серията. От тях 36.01, 36.04, 36.05, 36.09 и 39.10 са обявени за музейни. Последният (36.10) е приведен в работно състояние през 1991 г. и прави атракционни пътувания по случай 125-годишнината на жп линия Русе – Варна.

## Експлоатационни и фабрични данни за локомотивите серия 36.00[2]
| Експлоатационен номер | фабр. №/ година | Бележки                         |
| --------------------- | --------------- | ------------------------------- |
| 36.01                 | 2272/1943       | Бракуван 1979 г. Музеен 1979 г. |
| 36.02                 | 2273/1943       | Бракуван 1982 г.                |
| 36.03                 | 2274/1943       | Бракуван 1993 г.                |
| 36.04                 | 2275/1943       | Бракуван 1995 г. Музеен 1993 г. |
| 36.05                 | 2276/1943       | Бракуван 1996 г. Музеен 1993 г. |
| 36.06                 | 2277/1943       | Бракуван 1986 г.                |
| 36.07                 | 2278/1943       | Бракуван 1986 г.                |
| 36.08                 | 2279/1943       | Бракуван 1984 г.                |
| 36.09                 | 2280/1943       | Музеен 1993 г.                  |
| 36.10                 | 2281/1943       | Музеен 1993 г.                  |